# Portugália az 1964. évi nyári olimpiai játékokon
Portugália a japán Tokióban megrendezett 1964. évi nyári olimpiai játékok egyik részt vevő nemzete volt. Az országot az olimpián 7 sportágban 20 sportoló képviselte, akik érmet nem szereztek.

## Atlétika
Férfi
| Versenyző          | Versenyszám    | Előfutam         | Előfutam         | Előfutam         | Negyeddöntő | Negyeddöntő | Negyeddöntő | Elődöntő | Elődöntő | Elődöntő | Döntő   | Döntő    |
| Versenyző          | Versenyszám    | Idő              | Hely.            | Össz.            | Idő         | Hely.       | Össz.       | Idő      | Hely.    | Össz.    | Idő     | Helyezés |
| ------------------ | -------------- | ---------------- | ---------------- | ---------------- | ----------- | ----------- | ----------- | -------- | -------- | -------- | ------- | -------- |
| José de Rocha      | 100 m          | 11,02            | 4.               | 58.              | kiesett     | kiesett     | kiesett     | kiesett  | kiesett  | kiesett  | kiesett | kiesett  |
| José de Rocha      | 200 m          | 21,79            | 5.               | 37.              | kiesett     | kiesett     | kiesett     | kiesett  | kiesett  | kiesett  | kiesett | kiesett  |
| Manuel de Oliveira | 3000 m akadály | 8:40,8           | 1.               | 7.               |             |             |             |          |          |          | 8:36,2  | 4.       |
| Manuel de Oliveira | 1500 m         | nem állt rajthoz | nem állt rajthoz | nem állt rajthoz |             |             |             | kiesett  | kiesett  | kiesett  | kiesett | kiesett  |
| Armando Aldegalega | Maraton        |                  |                  |                  |             |             |             |          |          |          | 2:38:02 | 44.      |

## Cselgáncs
| Versenyző      | Versenyszám | Csoportkör                                                 | Csoportkör | Negyeddöntő       | Elődöntő          | Döntő             | Helyezés |
| Versenyző      | Versenyszám | Ellenfél Eredmény                                          | Hely.      | Ellenfél Eredmény | Ellenfél Eredmény | Ellenfél Eredmény | Helyezés |
| -------------- | ----------- | ---------------------------------------------------------- | ---------- | ----------------- | ----------------- | ----------------- | -------- |
| Fernando Matos | Középsúly   | 8. csoport · Jorge Lugo (VEN) · GY · Okano Iszao (JPN) · V | 2.         | kiesett           | kiesett           | kiesett           | 9.       |

## Lovaglás
Díjugratás
| Versenyző        | Ló           | Versenyszám | 1. forduló | 1. forduló | 2. forduló | 2. forduló | Összesen | Összesen |
| Versenyző        | Ló           | Versenyszám | Pont       | Hely.      | Pont       | Hely.      | Pont     | Helyezés |
| ---------------- | ------------ | ----------- | ---------- | ---------- | ---------- | ---------- | -------- | -------- |
| Henrique Callado | Joc de l'Ile | Egyéni      | 42,00      | 37.        | 16,25      | 22.        | 58,25    | 34.      |
| Joaquim Silva    | Jeune France | Egyéni      | 8,00       | 1.         | 12,00      | 8.         | 20,00    | 5.*      |

* - egy másik versenyzővel azonos eredményt ért el

## Sportlövészet
Férfi
| Versenyző                | Versenyszám          | Pont | Helyezés |
| ------------------------ | -------------------- | ---- | -------- |
| José Manuel Carpinteiro  | Gyorstüzelő pisztoly | 552  | 45.      |
| Manuel da Costa          | Sportpuska, fekvő    | 580  | 58.      |
| Guy de Valle Flor        | Trap                 | 186  | 28.      |
| Armando da Silva Marques | Trap                 | 188  | 18.      |

## Torna
Női
| Versenyző         | Versenyszám      | Selejtező | Selejtező | Döntő    | Döntő    |
| Versenyző         | Versenyszám      | Pontszám  | Helyezés  | Pontszám | Helyezés |
| ----------------- | ---------------- | --------- | --------- | -------- | -------- |
| Esbela da Fonseca | Talaj            | 17,432    | 76.       | kiesett  | kiesett  |
| Esbela da Fonseca | Ugrás            | 18,133    | 63.       | kiesett  | kiesett  |
| Esbela da Fonseca | Felemás korlát   | 16,699    | 69.       | kiesett  | kiesett  |
| Esbela da Fonseca | Gerenda          | 17,499    | 71.       | kiesett  | kiesett  |
| Esbela da Fonseca | Egyéni összetett |           |           | 69,763   | 68.      |

## Úszás
Férfi
| Versenyző         | Versenyszám    | Előfutam | Előfutam | Előfutam | Elődöntő | Elődöntő | Elődöntő | Döntő   | Döntő    |
| Versenyző         | Versenyszám    | Idő      | Hely.    | Össz.    | Idő      | Hely.    | Össz.    | Idő     | Helyezés |
| ----------------- | -------------- | -------- | -------- | -------- | -------- | -------- | -------- | ------- | -------- |
| Herlander Ribeiro | 100 m gyors    | 59,0     | 6.       | 57.*     | kiesett  | kiesett  | kiesett  | kiesett | kiesett  |
| Vítor da Fonseca  | 200 m pillangó | 2:18,3   | 5.       | 21.      | kiesett  | kiesett  | kiesett  | kiesett | kiesett  |
| António Basto     | 400 m vegyes   | 5:19,7   | 7.       | 26.      |          |          |          | kiesett | kiesett  |

* - egy másik versenyzővel azonos időt ért el

## Vitorlázás
Nyílt
| Versenyző                                           | Versenyszám | Futam | Futam | Futam | Futam | Futam | Futam | Futam | Pontszám | Helyezés |
| Versenyző                                           | Versenyszám | 1     | 2     | 3     | 4     | 5     | 6     | 7     | Pontszám | Helyezés |
| --------------------------------------------------- | ----------- | ----- | ----- | ----- | ----- | ----- | ----- | ----- | -------- | -------- |
| Hélder d'Oliveira                                   | Finn dingi  | 620   | 665   | 364   | 222   | (188) | 443   | 277   | 2591     | 19.      |
| Duarte de Almeida Bello Fernando Pinto Coelho Bello | Csillaghajó | 553   | 1030  | (101) | 377   | 486   | 252   | 632   | 3330     | 8.       |
| Joaquim Basto Eduardo de Queiroz Carlos Ferreira    | Sárkányhajó | 463   | 184   | 317   | 259   | (101) | 349   | 232   | 1804     | 16.      |